# Clássico de Villa Crespo
Clássico de Villa Crespo é o nome que recebe o clássico envolvendo o Atlanta (os Bohemios) e Chacarita Juniors (os Funebreros) ambos de Villa Crespo (apesar do estádio do Chacarita localizar-se atualmente na localidade de Villa Maipú).

## História
Atlanta vs. Chacarita Juniors é um dos clássicos mais tradicionais da Argentina: com 122 partidas oficiais na Primeira Divisão, este confronto remonta ao ano de 1927.
Durante mais de duas décadas (entre 1924 e 1944) compartilharam de uma vizinhança que deu origem à rivalidade desportiva.
O primeiro confronto oficial ocorreu em 13 de novembro de 1927, sendo 2 a 0 para os Funebreros. Atlanta conseguiu sua primeira vitória em 1930: 1 a 0 jogando como visitante.
O primeiro confronto profissional foi ganho pelo Atlanta. A partida ocorreu em 4 de junho de 1931 e terminou 3 a 1, sendo os gols atlantenses marcados por José María Casullo (2) e Guido Baztarrica.

## Último clássico

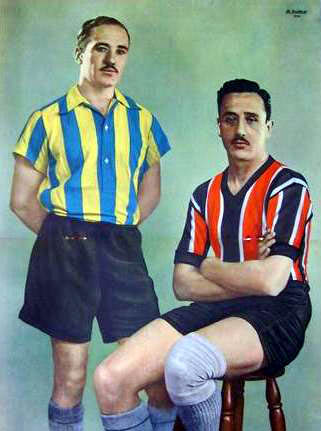
Santiago Carignano e Francisco Santia, jogadores do Atlanta e do Chacarita em 1936.

Depois de 12 anos sem ocorrer, voltaram a enfrentar-se em 10 de setembro de 2011 no campo do Atlanta, pelo Campeonato da Primera B Nacional 2011/2012. O resultado final foi um empate em 0 a 0.
Ficha
Atlanta: Rodrigo Llinás; Mauro Pajón, Nicolás Cherro, Guido Milán, Juan Segovia; Juan Galeano (57´, Nicolás Ramírez), Maximiliano Pogonza, Emiliano Ferragut; Martín Fabbro (24´, Carlos Arce); Andrés Soriano (72´, Eric Aparicio), Abel Soriano. DT. Javier Alonso.
Suplentes. Diego Pellegrino, Fernando Lorefice, Maximiliano Lugo, Matías Castro.
Chacarita Juniors: Nicolás Tauber; Damián Toledo, Javier Páez, Sebastián Pena (c); Franco Dolci, Matías Nizzo, Gastón Rossi, Emanuel Morales; Sebastián Ereros (71´, Santiago Raymonda), Pablo Bastianini (63´, Cristian Guanca), Carlos Herrera (82´, Carlos Tellas). DT. Héctor Rivoira.
Suplentes. Pedro Fernández, Rodrigo Espíndola, Mario Vera, Mauro Montenegro.
Estádio: León Kolbowsky, Atlanta.
Árbitro: Héctor Baldassi. Asistente 1. Matías Beares. Asistente 2. Pablo Peña.Cuarto árbitro. Nicolás Lamolina.
Cartões: Gastón Rossi (CHJ), Matías Nizzo (CHJ).
O último gol no clássico foi marcado por Nicolás Laviano, atacante do Atlanta, na partida disputada em 17 de abril de 1999 em San Martín na final do campeonato da Primeira B Nacional 1998/99. O jogo terminou 2 a 2.

## Estatísticas
| Marco                         | PJ    | VC | E  | VA | GolC | GolA |
| ----------------------------- | ----- | -- | -- | -- | ---- | ---- |
| Primeira Divisão da Argentina | 102   | 46 | 26 | 30 | 161  | 121  |
| Acesso                        | 24    | 8  | 12 | 4  | 30   | 23   |
| Era Amadora                   | 3     | 2  | 0  | 1  | 5    | 1    |
| Amistosos                     | 13(*) | 3  | 6  | 2  | 29   | 23   |
| TOTAL                         | 142   | 59 | 44 | 37 | 225  | 168  |

| PJ: partidas jogadas             |
| VC: Vitória do Chacarita Juniors |
| VA: Vitória Atlanta              |
| E: Empate                        |
| GolC: Gols de Chacarita Juniors  |
| GolA: Gols de Atlanta            |

(*) Uma partida foi suspensa pela chuva e não foi retomada. O Chacarita vencia por 1 a 0.

### Artilheiros
O artilheiro do clássico é Carlos García Cambón, que marcou 8 gols para o Chacarita.
| Jogador              | Equipe            | Gols |
| -------------------- | ----------------- | ---- |
| Carlos García Cambón | Chacarita Juniors | 8    |
| Luciano Agnolín      | Atlanta           | 7    |
| Enrique Esquide      | Chacarita Juniors | 6    |
| Sebastián Astudillo  | Chacarita Juniors | 5    |
| Jorge Ribolzi        | Atlanta           | 5    |

### Mais partidas jogadas
O jogador que jogou mai clássicos foi Isaac López, do Chacarita Juniors, com 20 partidas.
| Jogador               | Equipe                      | Partidas |
| --------------------- | --------------------------- | -------- |
| Isaac López           | Chacarita Juniors           | 20       |
| Juan Carlos Puntorero | Atlanta e Chacarita Juniors | 18       |
| Franco Frassoldati    | Chacarita Juniors           | 18       |
| Carlos García Cambón  | Chacarita Juniors           | 17       |
| Santiago Rico         | Atlanta                     | 16       |